# Moviment d'Alliberament del Sud del Sudan

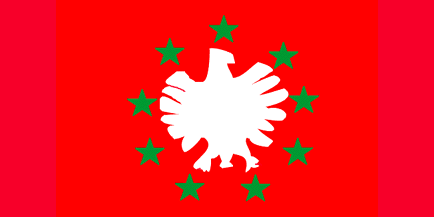
Bandera probablement corresponent al SSLF i al SSLM

El Moviment d'Alliberament del Sud del Sudan (anglès: South Sudan Liberation Movement, SSLM) fou un moviment polític del sud del Sudan creat el 1971, braç polític del Front d'Alliberament del Sud del Sudan (anglès: South Sudan Liberation Front, SSLF, abans Anya-Anya I) ampliat a altres grups, organitzacions i polítics. El seu cap fou el cap militar dels Anya Anya, Joseph Lago.
Després de la seva constitució va organitzar una estructura de govern a les zones alliberades i va començar a negociar amb el president Numeyri i finalment es va signar l'acord de pau d'Addis Abeba (26 de febrer de 1972).
La seva bandera era vermella amb una àliga i nou estels verds a l'entorn.